# Рада Європи

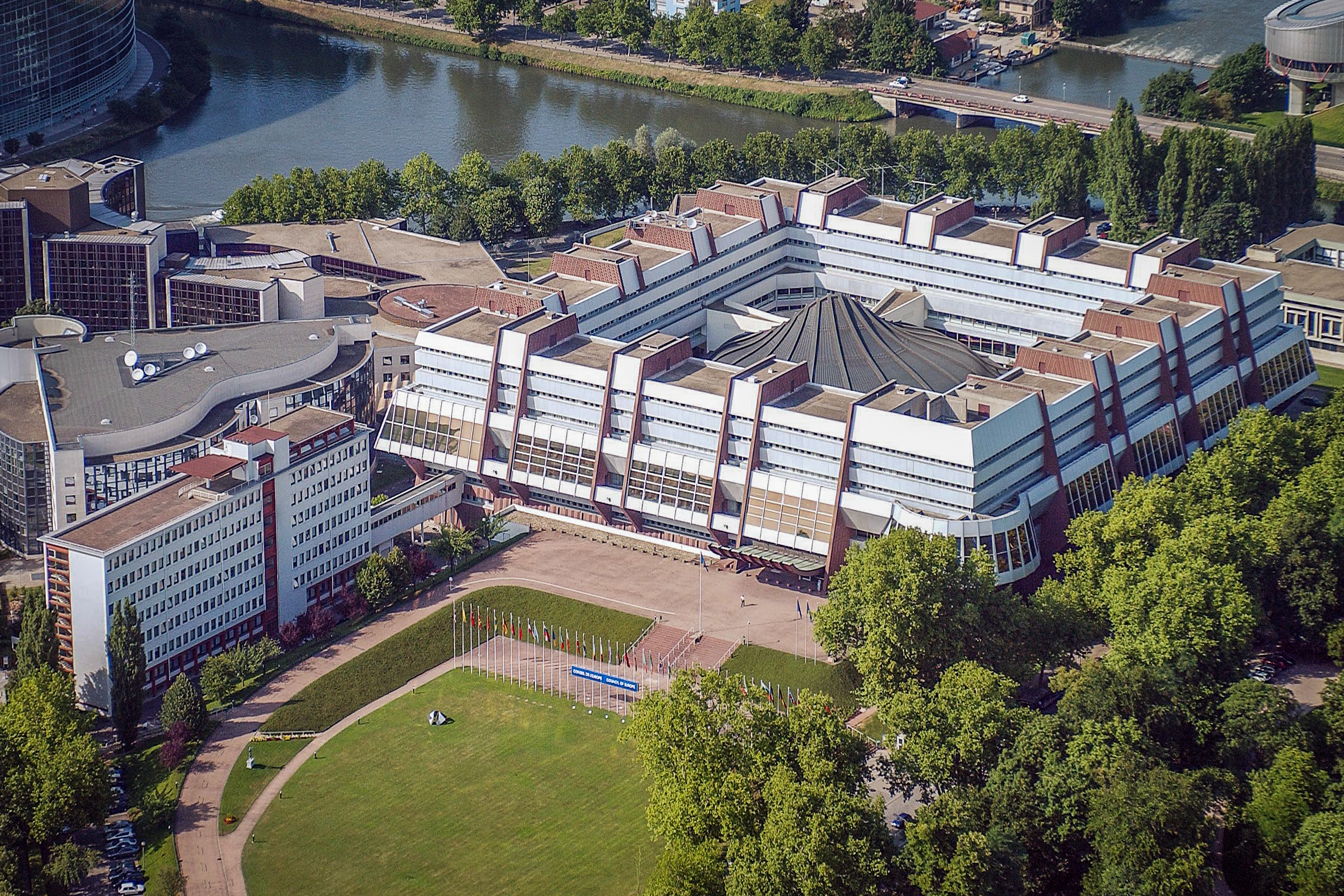
Вид Палацу Європи з повітря

Ра́да Євро́пи (англ. Council of Europe, фр. Conseil de l’Europe) — міжнародна організація 46 держав-членів у європейському просторі.
Членство відкрите для всіх європейських держав, які визнають принцип верховенства права і гарантують основні права людини і свободи для своїх громадян.
Рада Європи розглядає питання, що мають важливе значення для її членів, у тому числі питання запобігання злочинності, зловживання наркотиками, охорони довкілля, біоетики та міграції. Рада Європи розробила понад 160 міжнародних договорів, угод і конвенцій, які замінили буквально десятки тисяч двосторонніх договорів між різними європейськими державами.
Один з найбільших успіхів Ради це Конвенція про захист прав людини і основоположних свобод 1950 року, яка слугує основою для Європейського суду з прав людини.
Штаб-квартира Ради Європи знаходиться у Страсбурзі на французько-німецькому кордоні. Спочатку засідання Ради відбувалися в Університетському Палаці Страсбургу, у 1977 році для засідань Ради на околиці міста був зведений Палац Європи.
16 березня 2022 року Росію виключили з Ради Європи.
В червні 2024 року Генеральним секретарем Ради Європи на наступні 5 років обрано колишнього президента Швейцарської Конфедерації Алена Берсе.

## Заснування
Рада Європи була заснована після промови Вінстона Черчилля в університеті Цюриху 19 вересня 1946 року незабаром по завершенні Другої Світової Війни, в котрій він закликав до створення «сполучених держав Європи» на зразок Сполучених Штатів Америки. Рада була офіційно заснована 5 травня 1949 року Лондонською Угодою, підписаною десятьма країнами-засновниками. Цей договір зараз відомий як Статут Ради Європи. Основною статутною умовою для вступу країн до Ради Європи (РЄ) є визнання державою-кандидатом принципу верховенства права, її зобов'язання забезпечити права та основні свободи людини всім особам, які знаходяться під її юрисдикцією, та ефективно співпрацювати з іншими державами з метою досягнення цілей РЄ.

## Структура

### Європейський суд з прав людини
Європейський суд з прав людини не входить до складу органів Ради Європи, а лише діє при ній. ЄСПЛ було утворено шляхом прийняття Конвенції про захист прав людини і основоположних свобод

### Дорадчі органи
Венеційська комісія
Дорадчий орган Ради Європи з питань конституційного права. Офіційна назва: «Європейська комісія за демократію через право».
Конгрес місцевої та регіональної влади Європи
Консультативний орган, що представляє місцеві та регіональні влади. Делегація кожної країни в Конгресі складається із однакової частини представників регіонів та органів місцевого самоврядування.

## Офіційні мови
Офіційними мовами Ради Європи є англійська та французька мови, але під час сесій Парламентської асамблеї як робочі мови використовуються також німецька, італійська. За певних умов під час обговорень може здійснюватись переклад також іншими мовами.

## Країни-члени
| Країни—засновники Ради Європи                                          | Країни—засновники Ради Європи | Країни—засновники Ради Європи | Країни—засновники Ради Європи | Країни—засновники Ради Європи       | Країни—засновники Ради Європи       |
| ---------------------------------------------------------------------- | ----------------------------- | ----------------------------- | ----------------------------- | ----------------------------------- | ----------------------------------- |
| Бельгія                                                                | Бельгія                       | Ірландія                      | Ірландія                      | Нідерланди                          | Нідерланди                          |
| Данія                                                                  | Данія                         | Італія                        | Італія                        | Норвегія                            | Норвегія                            |
| Франція                                                                | Франція                       | Люксембург                    | Люксембург                    | Швеція                              | Швеція                              |
| Велика Британія                                                        |                               |                               |                               |                                     |                                     |
| Інші члени Ради Європи (вказаний рік вступу)                           |                               |                               |                               |                                     |                                     |
| 1949                                                                   | Туреччина                     | 1990                          | Угорщина                      | 1995                                | Молдова                             |
| 1949                                                                   | Греція1                       | 1991                          | Польща                        | 1995                                | Україна                             |
| 1950                                                                   | Ісландія                      | 1992                          | Болгарія                      | 1996                                | Хорватія                            |
| 1951                                                                   | Німеччина                     | 1993                          | Естонія                       | 1996                                | Хорватія                            |
| 1956                                                                   | Австрія                       | 1993                          | Литва                         | 1999                                | Грузія                              |
| 1961                                                                   | Кіпр                          | 1993                          | Румунія                       | 2001                                | Вірменія                            |
| 1963                                                                   | Швейцарія                     | 1993                          | Словаччина                    | 2001                                | Азербайджан                         |
| 1965                                                                   | Мальта                        | 1993                          | Словенія                      | 2002                                | Боснія і Герцеговина                |
| 1976                                                                   | Португалія                    | 1993                          | Чехія                         | 2002                                | Боснія і Герцеговина                |
| 1977                                                                   | Іспанія                       | 1994                          | Андорра                       | 2003                                | Сербія2                             |
| 1978                                                                   | Ліхтенштейн                   | 1995                          | Албанія                       | 2004                                | Монако                              |
| 1988                                                                   | Сан-Марино                    | 1995                          | Латвія                        | 2007                                | Чорногорія                          |
| 1989                                                                   | Фінляндія                     | 1995                          | Північна Македонія            |                                     |                                     |
| 1 виключена у період 1967-74; 2 як правонаступниця Сербії і Чорногорії |                               |                               |                               |                                     |                                     |
| Mitgliedstaaten des Europarates                                        |                               |                               |                               |                                     |                                     |
|                                                                        |                               |                               |                               |                                     |                                     |
| Кандидати до вступу                                                    | Кандидати до вступу           | Парламентський спостерігач    | Парламентський спостерігач    | Спостерігач міністерського комітету | Спостерігач міністерського комітету |
| Білорусь (1993)                                                        | Білорусь (1993)               | Ізраїль (1957)                | Ізраїль (1957)                | Ватикан (1970)                      | Ватикан (1970)                      |
| Косово (2022)                                                          | Косово (2022)                 | Канада (1997)                 | Канада (1997)                 | Японія (1996)                       | Японія (1996)                       |
| Косово (2022)                                                          | Косово (2022)                 | Мексика (1999)                | Мексика (1999)                | Канада (1996)                       | Канада (1996)                       |
| Косово (2022)                                                          | Косово (2022)                 | США (1996)                    |                               |                                     |                                     |
| Косово (2022)                                                          | Косово (2022)                 | Мексика (1999)                |                               |                                     |                                     |
| Колишні члени                                                          |                               |                               |                               |                                     |                                     |
| Росія (1996–2022)                                                      |                               |                               |                               |                                     |                                     |

Комітет міністрів Ради Європи — головний орган цієї організації, 16 березня 2022 року проголосував за виключення Росії з її складу. Напередодні таке рішення підтримала і Парламентська асамблея Ради Європи. У Раді Європи пояснили, що Росія була виключена відповідно до статті 8 Статуту Ради Європи.
Рішення вигнати Росію було підтримано рекордною більшістю голосів, але від шести країн, зокрема Вірменії, Азербайджану, Боснії і Герцеговини, Сербії, Словаччини, Словенії не проголосував жоден депутат. Таким чином Росію остаточно виключили зі складу Ради Європи після 26 років членства (з 28 лютого 1996 року).
У 2014 році після анексії Криму Рада Європи тимчасово призупинила членство Росії, але не виключала її. У 2019 році Рада Європи повернула Росію назад без жодних передумов.
Виключення РФ з Ради Європи означає, що тепер вона може не дотримуватися Конвенції з прав людини та не нести відповідальність за її порушення. Також на Росію не можна буде подати до Європейського суду з прав людини.

## Цілі
Пункт 1(a) Статуту твердить:
Мета Ради Європи — досягти більшої єдності між її членами для захисту та впровадження ідеалів і принципів, які є їх спільною спадщиною, і сприяння їх економічному та соціальному прогресу.
Рада зосереджується на наступних областях:
- Захист демократії і верховенства права
- Захист прав людини, зокрема:
  - Соціальні права
  - Лінгвістичні права меншин
- Поширення ідей європейської культурної ідентичності і різноманітності;
- Вирішення проблем, що з ними стикається європейське суспільство, включаючи дискримінацію, ксенофобію, екологічні загрози, СНІД, наркотики та організовану злочинність
- Заохочення стабільності демократії шляхом реформ.

## Україна

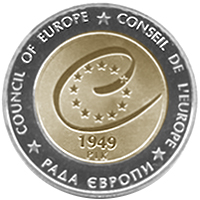
Ювілейна монета НБУ присвячена 60-річчю Ради Європи (реверс)

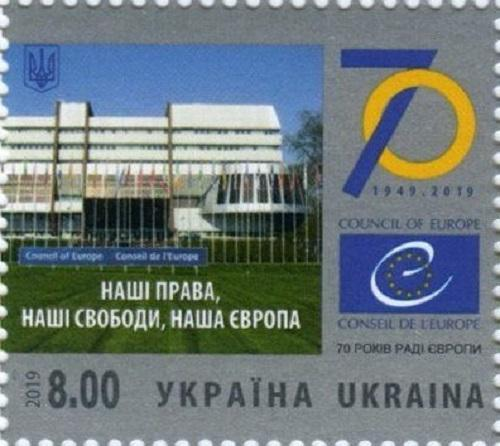
Марка «70 років Раді Європи (Наші Права, наші Свободи, наша Європа)», введена в обіг 15 березня
2019 року

Україна заявила про своє бажання приєднатися до Ради Європи 14 липня 1992 р. 16 вересня 1992 р. Верховній Раді України було надано статус «спеціально запрошеного гостя» в Парламентській асамблеї Ради Європи (ПАРЄ) що дозволило депутатам Верховної Ради України брати участь в роботі асамблеї.
Резолюцією (92) 29 від 23 вересня 1992 р. Комітет міністрів Ради Європи доручив ПАРЄ підготувати висновок стосовно ступеня готовності України до вступу до РЄ відповідно до положень Статутної Резолюції (51) 30 А.
На урядовому рівні основною формою співпраці стала участь представників України в робочих органах Комітету міністрів РЄ. Експерти України залучалися до розробки Рамкової конвенції про захист національних меншин та Європейської хартії регіональних мов або мов меншин.
До набуття членства в РЄ Україна стала стороною декількох конвенцій цієї організації, зокрема Європейської культурної конвенції, Європейської рамкової конвенції про транскордонне співробітництво між територіальними общинами або властями, Європейської конвенції про інформацію щодо іноземного законодавства. У вересні 1995 р. Україна приєдналась до шести Конвенцій РЄ у галузі боротьби зі злочинністю. 15 вересня 1995 р. Україною була підписана Рамкова конвенція про захист національних меншин. В цей період РЄ, зокрема Європейською комісією «За демократію через право» (Венеційською комісією), було проведено правову експертизу проєктів окремих статей нової Конституції України, проєктів Сімейного та Адміністративного кодексів України, проєкту Закону України про місцеві ради народних депутатів.
15 вересня 1995 р. у Києві було відкрито Центр інформації та документації РЄ на базі Української Правничої Фундації. З нагоди офіційного відкриття Центру в Україні перебував Генеральний секретар РЄ  Даніель Таршис.
26 вересня 1995 р. під час своєї вересневої частини сесії 1995 р. ПАРЄ ухвалила позитивний висновок щодо заявки України на вступ до Ради Європи (Висновок ПА РЄ N 190 (1995). Зазначений висновок ПА РЄ містить в собі низку зобов'язань нашої країни щодо впровадження в національне законодавство норм та стандартів РЄ. Україні було надано 12 місць в Асамблеї. В роботі цієї сесії ПА РЄ взяла участь делегація Верховної Ради України на чолі з Головою Верховної Ради України.
Визначною подією з точки зору завершення складної і тривалої процедури вступу України до РЄ стало засідання Комітету міністрів РЄ, яке відбулося 19 жовтня 1995 р. На підставі винесеного 26 вересня 1995 р. ПАРЄ висновку Комітет міністрів Ради Європи одностайно ухвалив резолюцію про запрошення України стати 37-м членом організації і приєднатися до її Статуту. 31 жовтня 1995 р. Верховна Рада України ухвалила Закон України про приєднання до Статуту Ради Європи.
9 листопада 1995 р. відбулась урочиста церемонія вступу України до РЄ, в якій взяла участь делегація України на чолі з Прем'єр-міністром України. Того ж числа Генеральний секретар РЄ Даніель Таршис та член Європейської Комісії Ганс ван ден Брук (Hans van den Broek) підписали Спільну програму Комісії європейських співтовариств та Ради Європи щодо реформування правової системи, місцевого самоврядування та удосконалення системи правозастосування в Україні.
Набувши членства в РЄ, Україна взяла на себе низку зобов'язань у сфері реформування чинного законодавства на основі норм та стандартів РЄ, зокрема прийняти відповідні закони та приєднатися до ряду конвенцій. При цьому РЄ висловила готовність надавати всебічну експертну допомогу.